# ペンタゾシン

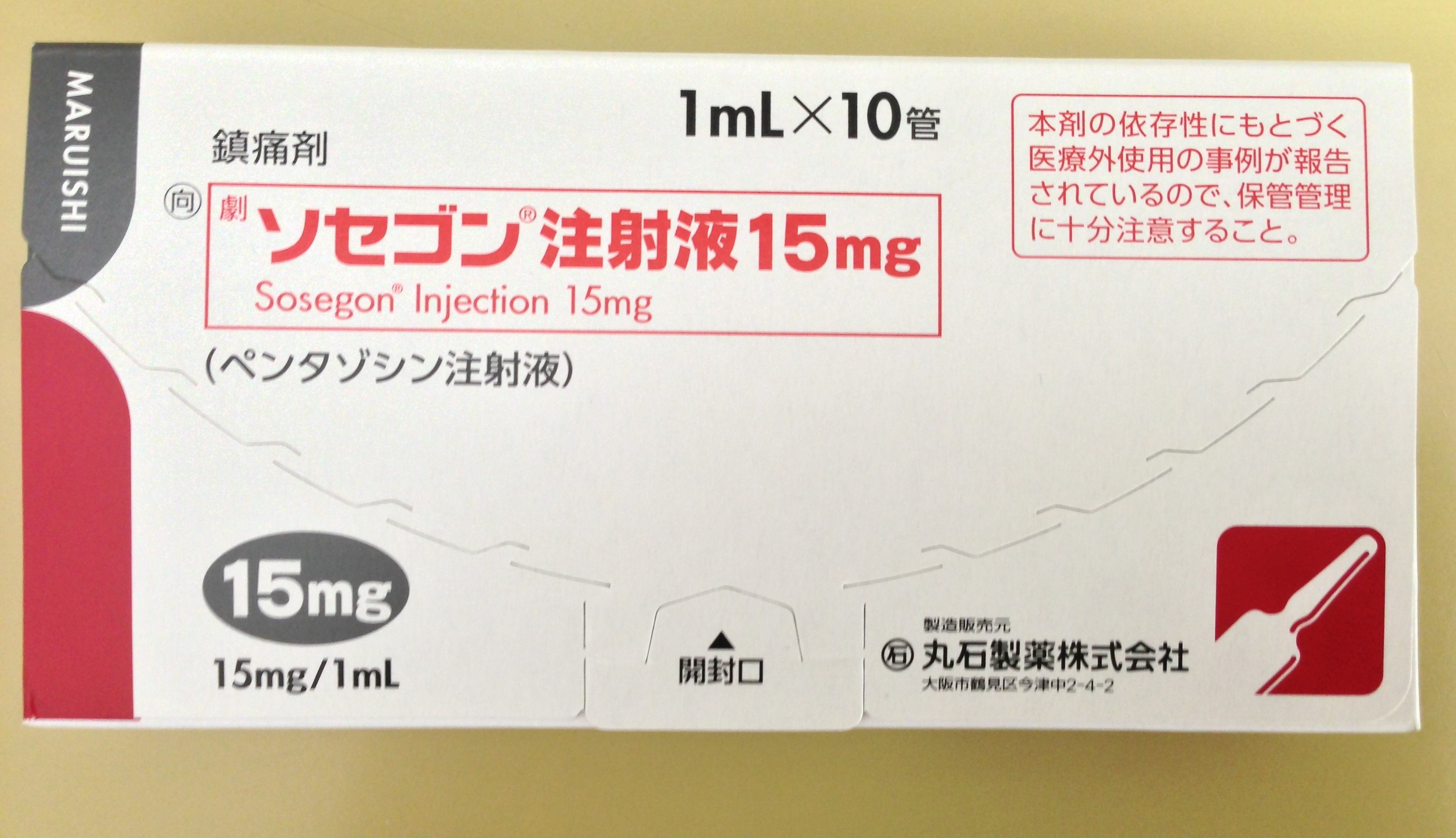
ソセゴン注15mgパッケージ
ペンタゾシン注射液

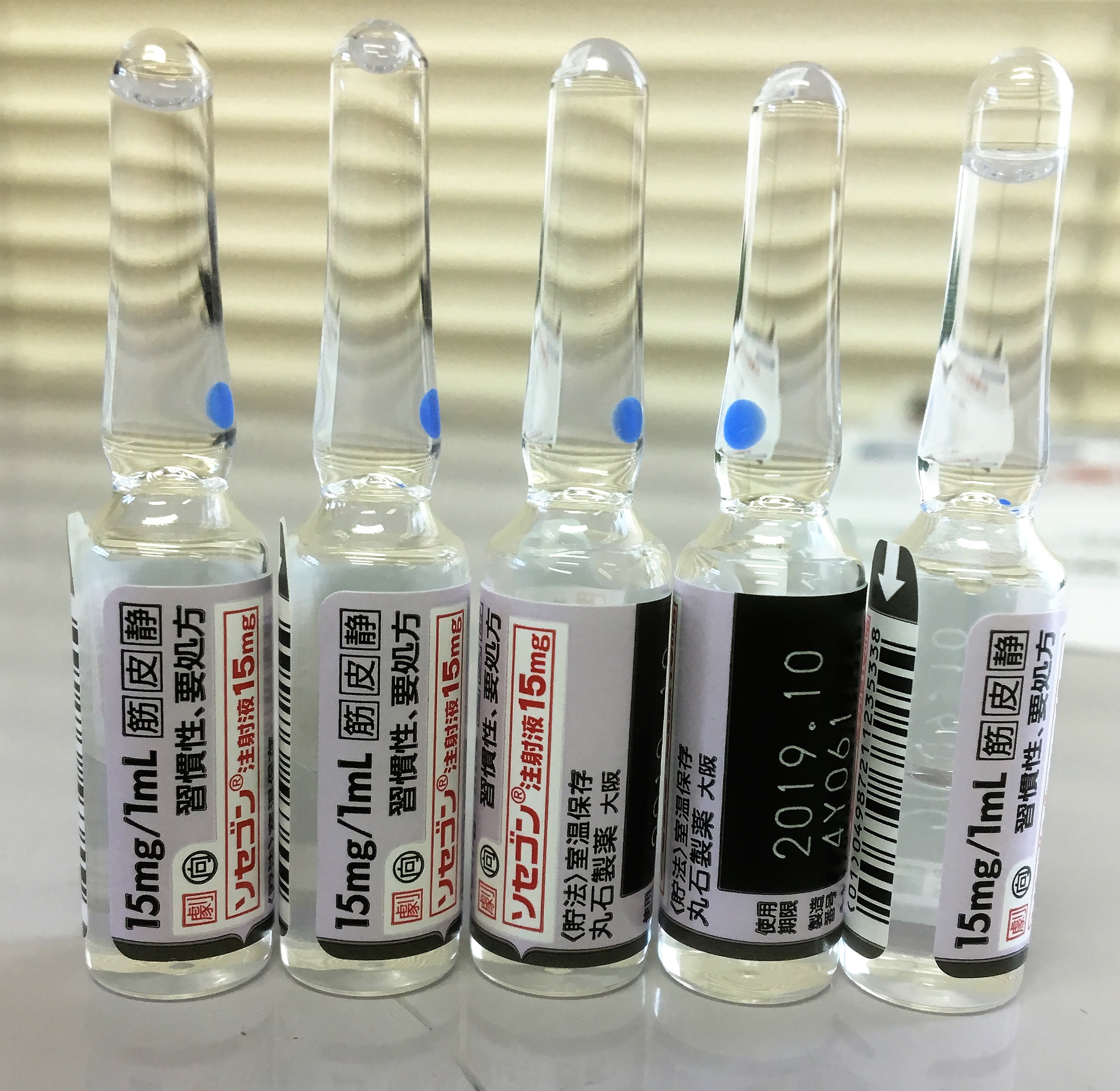
製剤本体

ペンタゾシン（英: pentazocine）は、オピオイド受容体部分作動薬に分類される非麻薬性の中枢性鎮痛剤。中枢神経系のオピオイド受容体に結合し、鎮痛効果を発揮する。主に術後や急性期の一時的な疼痛管理などに使用される。モルヒネ製剤とは高容量で拮抗作用を示すので併用できず、癌性疼痛の緩和目的では主流とはならない。乱用や依存症が問題となっている。

## 概要
内服製剤と注射製剤があり、日本ではソセゴン、ペンタジンの商品名で販売される。海外ではFortal、 Sosegon、Talwin NX、Talwin PX、Fortwinなどの商品名で流通する。 Talacenと呼ばれるアセトアミノフェンとの合剤も開発されている。内服製剤には乱用防止のために、オピオイド受容体拮抗剤のナロキソンが添加されている（後述）。日本では第2種向精神薬に分類され麻薬及び向精神薬取締法の適応となる。ペンタゾシンの作用はモルヒネなどのオピオイドとほぼ同様であり、鎮痛、鎮静、呼吸抑制がある。

## オピオイド受容体への作用
オピオイド受容体にはδ受容体、κ受容体、μ受容体の3種類があり、すべて鎮痛効果をもつが作用が微妙に異なっている。ペンタゾシンはその全てに親和性を持ち、κオピオイド受容体に対して作動薬として作用する一方、μオピオイド受容体に対しては部分作動薬もしくは拮抗薬として作用する。ペンタジン30mgの鎮痛効果は、モルヒネ10mg、ペチジン75-100mgに匹敵するが、ペンタゾシンのオピオイド受容体への作用には天井効果があり、一定量を超えるとそれ以上の鎮痛効果が発揮されなくなり効果が頭打ちになる。

## 薬物動態学

### 内服
ペンタゾシンは経口投与だと投与後約2時間で最高血中濃度となる。投与されたペンタゾシンの大部分は肝臓でグルクロン酸抱合を受けて非活性化され、胆汁を経て糞便中に排泄される。腎臓から未代謝物として5-8％が尿へ排泄される。継続的に使用する場合、好ましい投与間隔は3-5時間とされる。

### 注射
注射製剤は皮下・筋注で15-20分、静注で 2-3分で鎮痛効果が表れ 薬効は3-4時間持続する。皮下・筋注での最高血中濃度は投与後10分前後とされるが、体重1kgあたり1mgの高容量での最高血中濃度は30分後に遅延する。静注での最高血中濃度は投与直後であり、32時間以内に尿中に8.4-20％が未代謝物として排泄され、残りは肝臓でのグルクロン酸抱合を受ける。好ましい投与間隔は3-4時間とされる。

### 薬物相互作用
- モルヒネ製剤との併用において、低用量では作用増強作用がみられるが、高容量ではモルヒネの作用を拮抗し減弱することがあることが知られる[6]。このため本剤は癌性疼痛の疼痛コントロールにおいて主流としては使用されない。
- 睡眠薬、抗不安薬、安定剤の作用を増強する[6]。中枢神経抑制の相乗効果による[6]。
- 中枢神経のセロトニン作動性神経の賦活化を介して、抗うつ薬の作用を増強する[6]。これによって不安感や悪心、発汗、といった抗うつ薬の副作用が増強されることがある[6]。

## 副作用と有害事象
モルヒネのような消化管への作用は弱いが、それでも副作用として最も多いのは悪心嘔吐であり、注射剤で6.1％の症例に観察される。悪心嘔吐の次に多いのは、中枢神経の抑制作用による傾眠（注射剤で5.1％）である。呼吸抑制は頻度不明であるがしばしば問題となり、拮抗剤としてドキサプラム、ナロキソン、ナロルフィン等が使用される。麻薬拮抗剤であるレバロルファンはペンタゾシンには無効である。モルヒネと比較して幻覚などの精神症状が出やすいとされるが、これはペンタゾシンのκオピオイド受容体の作用（不安、悪夢、離人感）であると言われる。高容量では高血圧や頻脈を起こす可能性がある。心筋梗塞後の急性期の患者には、再梗塞を起こすリスクを増やすため投与は避けた方が良いとされる。有害事象としてごくまれに無顆粒球症や多形性紅斑、中毒性表皮壊死症が報告されている。乳酸ペンタゾシン（TALWIN:日本では未発売）を頻回に皮下注射していると、敗血症や注射部位の壊死が起こることがあり、手足の切断が必要になるケースもある。

## 薬物乱用

### 背景
ペンタゾシンはμオピオイド受容体に対して拮抗的/部分作動的に作用することや、天井効果があることより、モルヒネ製剤と比較して薬物依存症が少ないとされるが、それでも連用により多少なりとも依存性が発生することが知られる。1970年代、第一世代の抗ヒスタミン薬のトリプロリジン(日本ではベネンとして薬価収載）と一緒にペンタゾシンを摂取すると、愉快な気分になることがアメリカで広まった。トリプロリジンは青い錠剤として販売されることが多く、ペンタゾシンはTalwinという商品が広く流通したので、両者の組み合わせを指す隠語として「Ts and blues」というスラングが用いられた。ペンタゾシンの錠剤を粉砕して溶解し薬剤を抽出し注射するなどの行為もあった。対応策としてアメリカ当局がペンタゾシンの内服薬に拮抗剤のナロキソンを混合するようにしたところ、ペンタゾシンの乱用は急速に減少した。

### 日本でのペンタゾシン依存症
日本でのペンタゾシン依存症は、慢性膵炎や胆嚢炎、腸管の癒着などによる慢性疼痛に対して安易にペンタゾシンが使用されてしまったことが背景にあり、快楽目的で乱用が広まったアメリカとは事情が異なる。1971-1978年の8年間に日本ではペンタゾシン依存症の症例が276例報告されている（疑いも含む）。また、1998年には1年間で13件376アンプルのペンタゾシン注射液が日本の医療機関から盗まれている。これはハルシオン（トリアゾラム）に次ぐ第二位の件数となっている。2014年にも偽造した診断書やIDカードを使って多府県の医療機関を梯子してペンタジンを注射してまわる患者の報告があり、安易にペンタジンを投与するのではなく、乱用や依存症を疑った場合は「問題行動のある精神科患者」として対応するようなリスクマネジメントが必要であるとされている。慢性膵炎の疼痛が原因のペンタゾシン依存症に対して、腹腔神経叢ブロックや右内臓神経切離術を行ったところ、依存より脱却できたという報告もある。

## 歴史
ペンタゾシンはニューヨーク州レンセリアーのスターリング・ウィンスロップ研究所（Sterling-Winthrop Research Institute）のスターリング・ドラッグ・カンパニー（ Sterling Drug Company）で合成された。最初に合成されたのは1958年で、その後1961-1967年にかけて12000人の治験が行われた。ペンタゾシンは弱オピオイド薬であり拮抗作用もありモルヒネより鎮痛作用が弱く依存性も少ないとされたので、1966年にWHO（世界保健機構）より非麻薬性鎮痛剤として認定された。1967年6月にFDAはペンタゾシンを認可した（ペンタゾシンの発売を1966年とする資料もある）。1967年半ばまでに、イギリス、メキシコ、アルゼンチンでペンタゾシンは認可された。日本での販売開始は1970年である。

## 研究
小規模の臨床研究にて、ペンタゾシンの屯用投与が躁うつ病の躁状態を迅速に改善することが示されている。この効果は、 κ-オピオイド受容体を介した脳内ドーパミン作動性神経の興奮状態の改善によるとされる。これに必要なペンタゾシンの容量は、僅かな鎮静作用をみる程度の量であり、精神分裂病の悪化や精神的な副作用なども全く見られないものだった。